# Kamienka (rejon kormański)
Kamienka (biał. Каменка; ros. Каменка, Kamienka; pol. hist. Kamionka) – wieś na Białorusi, w obwodzie homelskim, w rejonie kormańskim, w sielsowiecie Kamienka.

## Historia
W XIX i w początkach XX w. położona była w Rosji, w guberni mohylewskiej, w powiecie rohaczewskim, w gminie Korma. Następnie w granicach Związku Sowieckiego. Od 1991 w niepodległej Białorusi.